# (3084) Kondratyuk
(3084) Kondratyuk es un asteroide perteneciente al cinturón de asteroides, descubierto el 19 de agosto de 1977 por Nikolái Stepánovich Chernyj desde el Observatorio Astrofísico de Crimea (República de Crimea).

## Designación y nombre
Designado provisionalmente como 1977 QB1. Fue nombrado Kondratyuk en honor al ingeniero ucraniano Yuri Vasiljević Kondratjuk.